# راوا استان
راوا استان (به لهستانی:  Rawa Voivodeship) یک استان‌ در مشترک‌المنافع لهستان–لیتوانی است.